# Khaled Lounici
Khaled Lounici (Algeri, 9 luglio 1967) è un allenatore di calcio, ex calciatore ed ex giocatore di calcio a 5 algerino.

## Carriera
Utilizzato nel ruolo di giocatore di movimento, vanta come massimo riconoscimento in carriera la partecipazione con la Nazionale maschile di calcio a 5 dell'Algeria al FIFA Futsal World Championship 1989 dove la nazionale nordafricana non ha superato il primo turno, affrontando Olanda, Paraguay e Danimarca.